# 嘟嘟糕

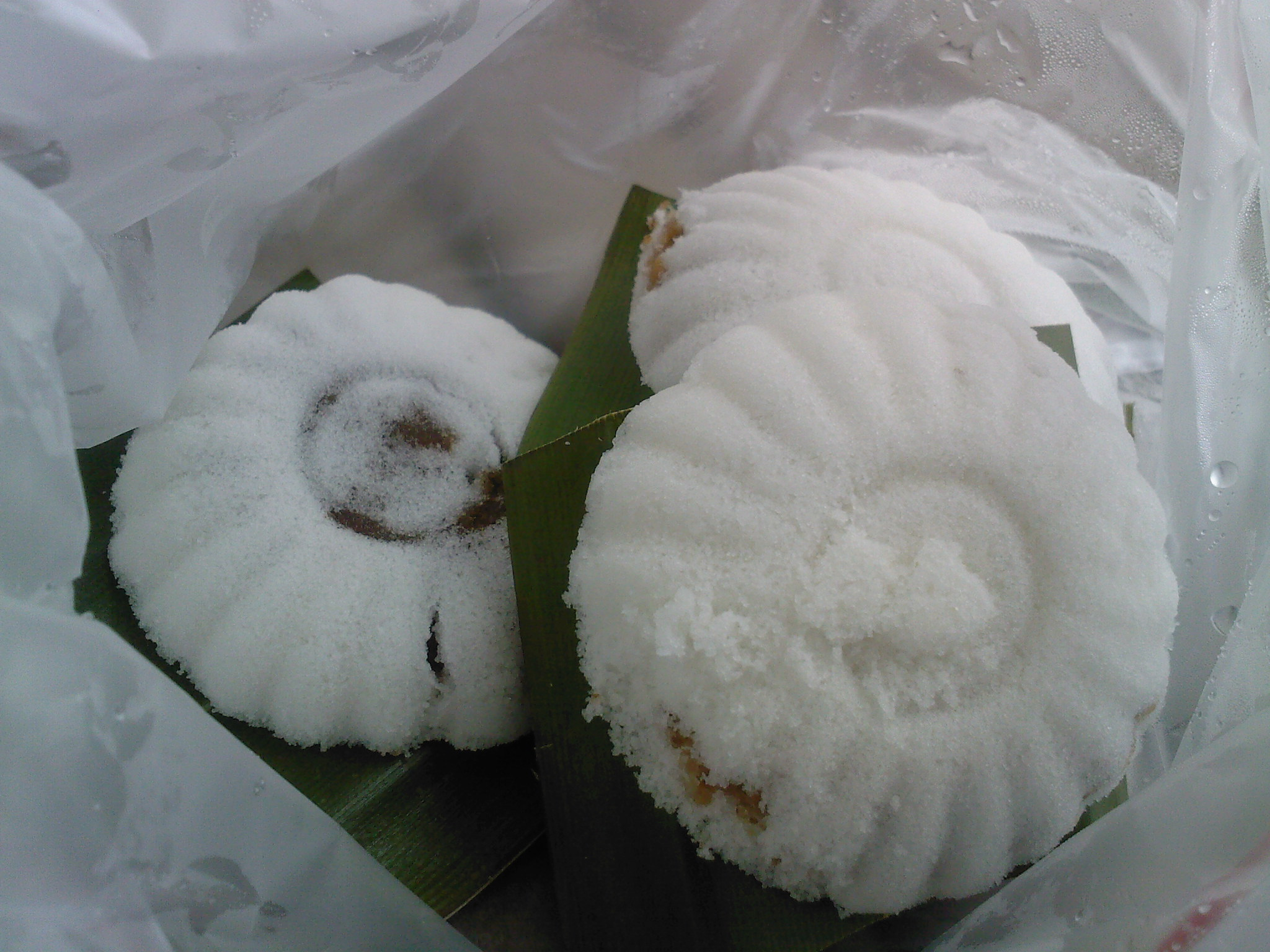
嘟嘟糕

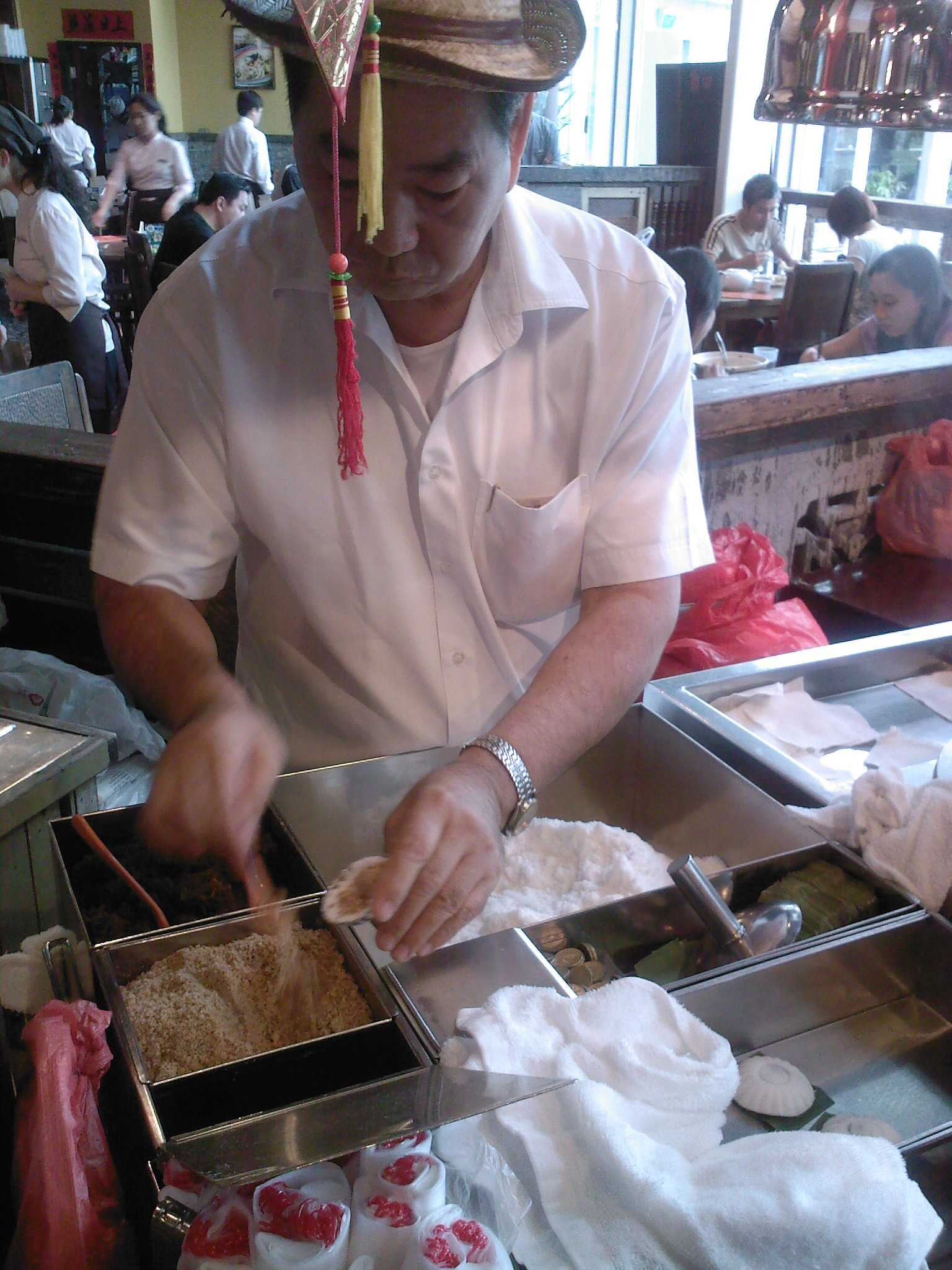
賣嘟嘟糕小販

嘟嘟糕是 新马 一種類似蒸糕的食物，馬來名是Putu Piring，中国名称蒸米糕，中國福建民間小吃，隨著華人移民從中國流傳至新馬一代 之後更被發扬光大，putu的意思是「分開」、Piring指的則是「盤子」。內餡是椰絲或花生。以前賣糕小販會騎單車， 沿途按住「嘟嘟」響的喇叭代替叫賣。